# فالكنيس
فالكنيس (بالإنجليزية: Falknis)‏ هو أحد جبال سلسلة سلسلة راتيكون وجزء من القمة الأم غراوسبيتز يقع في كانتون غراوبوندن، سويسرا. يبلغ ارتفاع الجبل حوالي 2562 متر، بينما يبلغ ارتفاع نتوء الجبل 60 متر.